# U-18-Baseball-Weltmeisterschaft
Die U-18-Baseball-Weltmeisterschaft ist ein von der World Baseball Softball Confederation ausgerichtetes internationales Baseballturnier zwischen den U-18-Baseballnationalmannschaften. Das Turnier wurde erstmals 1981 in den Vereinigten Staaten ausgetragen.

## Ergebnisse
Die Ergebnisse der U-18-Baseball-Weltmeisterschaft beeinflussen auch die WBSC World Rankings.
| Nr. | Jahr | Gastgeber                                | Medaillen          | Medaillen          | Medaillen          |
| Nr. | Jahr | Gastgeber                                | Gold               | Silber             | Bronze             |
| --- | ---- | ---------------------------------------- | ------------------ | ------------------ | ------------------ |
| 1   | 1981 | Vereinigte Staaten (Newark)              | Südkorea           | Vereinigte Staaten | Australien         |
| 2   | 1982 | Vereinigte Staaten (Knoxville)           | Vereinigte Staaten | Japan              | Australien         |
| 3   | 1983 | Vereinigte Staaten (Johnstown)           | Chinesisch Taipeh  | Vereinigte Staaten | Kanada             |
| 4   | 1984 | Kanada (Saskatoon)                       | Kuba               | Vereinigte Staaten | Chinesisch Taipeh  |
| 5   | 1985 | Vereinigte Staaten (Albany)              | Kuba               | Vereinigte Staaten | Chinesisch Taipeh  |
| 6   | 1986 | Kanada (Windsor)                         | Kuba               | Chinesisch Taipeh  | Vereinigte Staaten |
| 7   | 1987 | Kanada (Windsor)                         | Kuba               | Vereinigte Staaten | Kanada             |
| 8   | 1988 | Australien (Sydney)                      | Vereinigte Staaten | Kuba               | Chinesisch Taipeh  |
| 9   | 1989 | Kanada (Trois-Rivières)                  | Vereinigte Staaten | Kuba               | Australien         |
| 10  | 1990 | Kuba                                     | Kuba               | Chinesisch Taipeh  | Vereinigte Staaten |
| 11  | 1991 | Kanada (Brandon)                         | Kanada             | Chinesisch Taipeh  | Vereinigte Staaten |
| 12  | 1992 | Mexiko (Monterrey)                       | Kuba               | Vereinigte Staaten | Chinesisch Taipeh  |
| 13  | 1993 | Kanada (Windsor)                         | Kuba               | Vereinigte Staaten | Chinesisch Taipeh  |
| 14  | 1994 | Kanada (Brandon)                         | Südkorea           | Vereinigte Staaten | Chinesisch Taipeh  |
| 15  | 1995 | Vereinigte Staaten (Cape Cod)            | Vereinigte Staaten | Chinesisch Taipeh  | Australien         |
| 16  | 1996 | Kuba (Sancti Spíritus)                   | Kuba               | Chinesisch Taipeh  | Vereinigte Staaten |
| 17  | 1997 | Kanada (Moncton)                         | Kuba               | Chinesisch Taipeh  | Kanada             |
| 18  | 1999 | Taiwan (Kaohsiung)                       | Vereinigte Staaten | Chinesisch Taipeh  | Kuba               |
| 19  | 2000 | Kanada (Edmonton)                        | Südkorea           | Vereinigte Staaten | Kuba               |
| 20  | 2002 | Kanada (Sherbrooke)                      | Kuba               | Chinesisch Taipeh  | Vereinigte Staaten |
| 21  | 2004 | Taiwan (Taipeh)                          | Kuba               | Japan              | Südkorea           |
| 22  | 2006 | Kuba (Sancti Spíritus)                   | Südkorea           | Vereinigte Staaten | Kanada             |
| 23  | 2008 | Kanada (Edmonton)                        | Südkorea           | Vereinigte Staaten | Kuba               |
| 24  | 2010 | Kanada (Thunder Bay)                     | Chinesisch Taipeh  | Australien         | Kuba               |
| 25  | 2012 | Südkorea (Seoul)                         | Vereinigte Staaten | Kanada             | Chinesisch Taipeh  |
| 26  | 2013 | Taiwan (Taichung)                        | Vereinigte Staaten | Japan              | Kuba               |
| 27  | 2015 | Japan (Osaka)                            | Vereinigte Staaten | Japan              | Südkorea           |
| 28  | 2017 | Kanada (Thunder Bay)                     | Vereinigte Staaten | Südkorea           | Japan              |
| 29  | 2019 | Südkorea (Gijang-gun)                    | Chinesisch Taipeh  | Vereinigte Staaten | Südkorea           |
| 30  | 2022 | Vereinigte Staaten (Sarasota, Bradenton) | Vereinigte Staaten | Chinesisch Taipeh  | Japan              |
| 31  | 2023 | Chinesisch Taipeh (Taipeh, Taichung)     | Japan              | Chinesisch Taipeh  | Südkorea           |

## Medaillenspiegel
| Rang | Land               | Gold | Silber | Bronze | Total |
| ---- | ------------------ | ---- | ------ | ------ | ----- |
| 1    | Kuba               | 11   | 2      | 5      | 18    |
| 2    | Vereinigte Staaten | 10   | 12     | 5      | 27    |
| 3    | Südkorea           | 5    | 1      | 4      | 10    |
| 4    | Chinesisch Taipeh  | 3    | 10     | 7      | 20    |
| 5    | Japan              | 1    | 4      | 2      | 7     |
| 6    | Kanada             | 1    | 1      | 4      | 6     |
| 7    | Australien         | 0    | 1      | 4      | 5     |